# Sutera revoluta
Sutera revoluta är en flenörtsväxtart som först beskrevs av Carl Peter Thunberg, och fick sitt nu gällande namn av Carl Ernst Otto Kuntze. Sutera revoluta ingår i släktet snöflingor, och familjen flenörtsväxter. Inga underarter finns listade i Catalogue of Life.